# Calocheirus asiaticus
Calocheirus asiaticus är en spindeldjursart som beskrevs av Selvin Dashdamirov 1991. Calocheirus asiaticus ingår i släktet Calocheirus och familjen Olpiidae. Inga underarter finns listade.